# Stammemos
Isothecium (Stammemos) er en slægt af mosser med omkring 20 arter, der især er udbredt på den nordlige halvkugle.
Arterne i denne slægt har krybende stængler med hule blade, der er mere eller mindre tandede og med tydelige bladvinger. Seta er glat.
I Danmark findes stor stammemos (Isothecium myurum) og slank stammemos (Isothecium myosuroides).